# Neotragus
Genre
Neotragus (aussi appelé Hylarnus) est un genre d’antilopes constitué de trois espèces :
- Neotragus batesi de Winton, 1903 - antilope de Bates
- Neotragus moschatus (Von Dueben, 1846) - suni de Zanzibar
- Neotragus pygmaeus (Linnaeus, 1758) - antilope royale ou antilope pygmée